# Helleborine atrorubens
Helleborine atrorubens là một loài thực vật có hoa trong họ Lan. Loài này được (Hoffm. ex Bernh.) Druce mô tả khoa học đầu tiên năm 1907.